# Vlag van Warns

Vlag van Warns

De vlag van Warns is de dorpsvlag van het Nederlandse dorp Warns, in de Friese gemeente Súdwest-Fryslân. De vlag werd in de huidige vorm in 2004 geregistreerd.

## Beschrijving
De beschrijving van de vlag is als volgt:
Vier evenhoge horizontale banen zwart-wit-zwart-wit; een rode broeking met een lengte van 2/9 vlaglengte en beladen met een uit de vluchtzijde van de broeking voortkomend geel half anker.
De kleuren zijn afkomstig van het dorpswapen.

## Symboliek
- Anker: symbool voor de scheepvaart. Het anker is gehalveerd om aan te geven dat van grootschalige scheepvaart nog de pleziervaart over is. [2]

Kleurstelling: gekozen om aan te sluiten bij het wapen van Stavoren en het wapen van Nijefurd. De zwarte en witte banen waren bekend van een dorpswapen dat al eeuwenlang bestond.